# FKBP3
La proteína 3 de unión a FK506 (FKBP3) es una proteína codificada en humanos por el gen FKBP3.
Esta proteína pertenece a la familia de la inmunofilinas, que juegan un importante papel en inmunorregulación y en procesos celulares básicos relacionados con el plegamiento de proteínas y el tráfico celular. FKBP3 es una proteína con actividad cis-trans prolil isomerasa que une los inmunosupresores FK506 y rapamicina. Tiene una mayor afinidad por la rapamicina que por FK506 y por ello podría ser una importante diana molecular para la inmunosupresión por rapamicina.

## Interacciones
La proteína FKBP3 ha demostrado ser capaz de interaccionar con:
- YY1[4]
- HDAC1[4]
- HDAC2[4]
- Mdm2[5]